# ポリコサノール
ポリコサノール(Policosanol)は、植物の蝋から抽出される長鎖アルコールの混合物の一般名である。サプリメントとして用いられる。

## 歴史
ポリコサノールは、元々サトウキビ由来であったが、ミツロウや穀物、また多くの種類の草、葉、果実、ナッツ、種子等からも単離される。植物の蝋は、長鎖のアルカンや、長鎖脂肪酸や長鎖アルコールを含む誘導体で構成される。ポリコサノールは、骨格の長さが24から34炭素の範囲のものを指す。
最初のポリコサノールのサプリメントは、キューバのDalmer Laboratoriesが作った。このグループによる研究で、ポリコサノールは脂質降下薬として安全で効果があることが示された。しかし、これらの研究は小規模であり、キューバ外のグループによる追試は成功していない。

## 安全性と有効性
2005年に行われたメタアナリシスで、ヒトのポリコサノール消費は、安全で、良好な耐容性があり、血中コレステロール低減に効果があるという結論が得られた。2010年時点で、カリブ海地域、中央アメリカ、南アメリカ及びカナダで、脂質降下薬として市販されている。さらに、2018年に発表された、22件の研究と1886人の被験者を対象とした別のメタアナリシスでは、ポリコサノールが高密度リポタンパク質を増加させることで脂質異常症を改善できることが示された。キューバでは、高血圧自然発症ラットを用いた動物モデル及びヒトの臨床で、血圧の低下効果が示されている。